# Ibrahim Issa
Ibrahim Issa (* Juli oder August 1929 in Gouré; † 21. Februar 1986 in Niamey) war ein nigrischer Schriftsteller, Journalist und Manager. Sein Roman Grandes Eaux Noires (1959) gilt als erste literarische Buchveröffentlichung aus Niger in französischer Sprache.

## Leben
Ibrahim Issa wurde in eine nomadische Fulbe-Familie aus dem Gebiet um Gouré geboren. Seine Eltern trennten sich kurz nach seiner Geburt und Issa wuchs bei der Familie seiner Mutter auf. Um sich an letzterer zu rächen, sorgte sein Vater dafür, dass Ibrahim Issa auf die „Schule der Weißen“ der französischen Kolonialverwaltung geschickt wurde, was damals vielfach als Bestrafung angesehen wurde. So besuchte Issa von 1935 bis 1940 die Grundschule in Gouré und von 1940 bis 1943 die Regionalschule in Zinder. Anschließend ging er auf die höhere Grundschule in der Hauptstadt Niamey, wo er 1947 diplomierte.
Er trat 1948 in den Dienst des nigrischen Ministeriums für Post und Telekommunikation, für das er bis 1959 arbeitete. Er war unter anderem von 1952 bis 1955 Direktor der Radiostation in Ouallam. 1955 veröffentlichte er – in der Zeitschrift Trait d’Union – erstmals eigene Gedichte. Er engagierte sich politisch in der regierenden Partei Sawaba. Von 1958 bis 1959 war er Kabinettschef des Ministers für Viehzucht. Wenige Monate nach dem Sturz des Sawaba-Regierungschefs Djibo Bakary verließ Ibrahim Issa Niger und ging nach Frankreich. Er machte eine Ausbildung bei der Société de Radiodiffusion de la France d’Outre-Mer (SORAFOM) in Maisons-Laffitte. Die SORAFOM bildete Radiomacher aus den französischen Überseegebieten aus. Issa lernte den Négritude-Schriftsteller Léon-Gontran Damas kennen, der zu dieser Zeit für die SORAFOM arbeitete. Noch 1959 erschien Issas Roman Grandes Eaux Noires. Er kehrte zunächst kurz nach Niger zurück, wo er die Einrichtung der Hörfunkprogramme in Zinder leitete, um danach 1961 ein Diplom am Studienzentrum für Journalismus der Universität Straßburg zu machen.
Wieder in Niger, war Issa von 1961 bis 1963 im Staatsdienst als Direktor für Information und Presse tätig. Er schrieb Leitartikel und Kolumnen für die staatliche Presse. Die seit 1960 von Frankreich unabhängige Republik Niger war ein Einparteiensystem der Nigrischen Fortschrittspartei unter Hamani Diori und Boubou Hama. Die Sawaba-Partei war verboten. Wegen seiner früheren Verbundenheit mit dem Sawaba wurde Ibrahim Issa 1963 festgenommen und erst 1967 wieder freigelassen. Er wurde danach Verwaltungs- und Finanzdirektor des staatlichen Zementwerks in Malbaza. 1971 wechselte er in die Privatwirtschaft und wurde beim Mineralölunternehmen Texaco Landesdirektor für Niger. Nach einer längeren Pause widmete er sich nun wieder seinen literarischen Veröffentlichungen. So erschienen von 1971 bis 1974 in der Wochenzeitung Le Niger mehrere seiner Gedichte. Im Oktober 1975 wurde Issa erneut verhaftet, als ehemalige Sawaba-Anhänger der Beteiligung an einem Putschversuch gegen den seit 1974 amtierenden Staatschef Seyni Kountché verdächtigt wurden. Dasselbe Schicksal ereilte den Schriftsteller Abdoulaye Mamani, ebenfalls ein Sawaba-Veteran. Die Haftbedingungen in Kountchés Gefängnis in der Sahara belasteten Issa schwer. Er kam 1978 wieder frei und kehrte auf seinen Posten bei Texaco zurück. 1979 kam mit der Gedichtesammlung La vie et ses facéties sein zweites Buch heraus. Seine Autobiografie Nous de la coloniale erschien 1982. 1984 ging er in den Ruhestand.
Ibrahim Issa war verheiratet und hatte zwölf Kinder. Er litt zuletzt an Schmerzen, die er seiner Zeit in Gefangenschaft zuschrieb, und starb im Alter von 56 Jahren.

## Literarisches Schaffen

### Überblick
Ibrahim Issas Bedeutung als Schriftsteller erschließt sich vor allem über seinen einzigen veröffentlichten Roman Grandes Eaux Noires. Mit Erscheinungsjahr 1959 gilt das Werk als erste umfangreiche literarische Veröffentlichung aus Niger auf Französisch, der Amtssprache des Landes. Geschrieben hatte Issa den Roman bereits 1952 (nach anderen Angaben 1954). Grandes Eaux Noires („Große schwarze Wasser“) ist in einer weit zurückliegenden Epoche im rauen, weitläufigen nigrischen Sahel angesiedelt. Es handelt sich um eine Reflexion über die blutige Geschichte Afrikas seit der Römerzeit und die Einheit der Menschheit. Ibrahim Issa veröffentlichte darüber hinaus eine Reihe geistreicher politischer Gedichte. In seiner Autobiografie Nous de la coloniale (1982) schilderte er seine Kindheit und Jugend. Aus Sorge vor weiteren politischen Repressionen in der Kountché-Ära zog er die Publikation bald zurück. Eine angekündigte Fortsetzung blieb aus. Trotz seines schmalen veröffentlichten Œuvres gilt Issa als Vielschreiber. Die allgemein schwierigen Publikationsbedingungen in Afrika und sein eigener Perfektionismus verhinderten weitere Veröffentlichungen zu seinen Lebzeiten. Ibrahim Issa wurde 1989 posthum als erster Preisträger mit dem Literaturpreis Prix Boubou Hama ausgezeichnet.

### Verzeichnis der Veröffentlichungen
Roman
- Grandes Eaux Noires. Scorpion, Paris 1959.

(Grandes Eaux Noires. Le premier livre de littérature nigérienne en français. Introduction et notes de Jean-Dominique Pénel. L’Harmattan, Paris 2010, ISBN 978-2-296-12854-5.)
Lyrik
- La vie et ses facéties. Imprimerie Nationale du Niger, Niamey 1979.

Außerdem Veröffentlichung einzelner Gedichte in den Zeitschriften Trait d’Union (1955), Niger Information (1956–1957) und Le Niger (1971–1974).
Autobiografie
- Nous de la coloniale. La Pensée Universelle, Paris 1982.

Sonstiges
- Mahamadou Halilou Sabbo: Caprices du destin. Mit einem Vorwort von Ibrahim Issa. Imprimerie Nationale du Niger, Niamey 1981.
- Diallo Amadou Hassane: A l’ombre des anciens. Mit einem Vorwort von Ibrahim Issa. Imprimerie Nationale du Niger, Niamey.[3]